# Aram Bartholl
Aram Bartholl és un artista digital alemany, llicenciat en Arquitectura per la Universitat de les Arts de Berlín. El treball d'Aram Bartholl crea una interacció entre Internet, la cultura i la realitat. La capacitat d'una comunicació absolutament versàtil i els seus canals es donen per fets assolits, però el que es pregunta aquest artista no és el que l'home fa amb els mitjans, sinó el que els mitjans fan amb l'home. Però Bartholl ho fa utilitzant els mateixos llenguatges i artefactes de les cultures de la xarxa, d'aquesta manera explora la tensió entre públic-privat, online i offline, la passió per la tecnologia i la vida quotidiana.
Aram Bartholl és un membre d'un reconegut grup d'artistes amb seu a Internet anomenat F.A.T. Lab, del que a l'edició 2013 The Influencers ja se’n va presentar un altre membre destacat, Evan Roth. La política de la xarxa, el moviment do it yourself i el desenvolupament d'Internet en general tenen un paper important en la seva obra. Al costat de nombroses conferències, tallers i actuacions, Bartholl ha exhibit la seva obra al Museu d'Art Modern MOMA de Nova York, The Pace Gallery de Nova York i la galeria [ DAM ] de Berlín.